# Ghiacciaio Ahlmann
Il ghiacciaio Ahlmann (in inglese Ahlmann Glacier), è il più meridionale di due ghiacciai situati sul lato orientale dell'altopiano Emimonto, l'altro è il ghiacciaio Lewis, che fluiscono verso est fin dentro l'insenatura di Seligman. Il ghiacciaio, il cui punto più alto si trova a 404 m s.l.m., va infatti ad alimentare la piattaforma di ghiaccio Larsen, sulla costa di Bowman, nella Terra di Graham, in Antartide.

## Storia
Il ghiacciaio Ahlmann fu fotografato per la prima volta nel 1940 durante ricognizioni aeree del Programma Antartico degli Stati Uniti d'America e fu poi completamente cartografato nel 1947 da parte del Falkland Islands Dependencies Survey che lo battezzò in onore del professor Hans Wilhelmsson Ahlmann, un glaciologo e geologo svedese.